# Джерид (копьё)
Джерид (джирит, джарид, джеред) — короткое метательное копьё, снабжённое тяжёлым наконечником, тонким лёгким древком и носимое воинами в небольшом колчане (джиде) на поясе с левой стороны. 
В другом источнике указано что Джерид — национальное оружие курдов, род гибкого тростникового копья. Тростниковые копья были на вооружении у арабов и монголов, от которых перешли и в древнее русское вооружение.
Наконечник имел треугольное или квадратное сечение, полная длина такого копья находилась в диапазоне 1 — 1,5 метра, а длина лезвия — от 10 до 20 сантиметров. Джериды широко использовалось русским военным сословием XV—XVII века.
Народности Ближнего Востока под понятием джерид также понимали джигитовку всадника с копьём; на территории Древней Руси этот термин появился с Востока (по-видимому от монголов или арабов) заменив русское название метательного копья сулица.